# Kanton Étrépagny
Kanton Étrépagny (fr. Canton d'Étrépagny) je francouzský kanton v departementu Eure v regionu Horní Normandie. Skládá se z 20 obcí.

## Obce kantonu
- Chauvincourt-Provemont
- Coudray
- Doudeauville-en-Vexin
- Étrépagny
- Farceaux
- Gamaches-en-Vexin
- Hacqueville
- Heudicourt
- Longchamps
- Morgny
- Mouflaines
- La Neuve-Grange
- Nojeon-en-Vexin
- Puchay
- Richeville
- Sainte-Marie-de-Vatimesnil
- Saussay-la-Campagne
- Le Thil
- Les Thilliers-en-Vexin
- Villers-en-Vexin